# Weißer Berg bei Darmstadt und Pfungstadt
Weißer Berg bei Darmstadt und Pfungstadt este o arie protejată (arie specială de conservare — SAC, sit de importanță comunitară — SCI) din Germania întinsă pe o suprafață de 93,15 ha, integral pe uscat.

## Localizare
Centrul sitului Weißer Berg bei Darmstadt und Pfungstadt este situat la coordonatele 49°49′48″N 8°36′24″E / 49.83°N 8.6067°E.

## Înființare
Situl Weißer Berg bei Darmstadt und Pfungstadt a fost declarat sit de importanță comunitară în iunie 2000 pentru a proteja 1 specie de plante. Situl a fost protejat și ca arie specială de conservare în martie 2008.

## Biodiversitate
Situată în ecoregiunea continentală, aria protejată conține 3 habitate naturale: Pajiști calcaroase din nisipuri xerice, Pajiști stepice subpanonice, Păduri de pin din stepa sarmatică.
La baza desemnării sitului se află o specie protejată de  plante: Jurinea cyanoides.
Pe lângă speciile protejate, pe teritoriul sitului au mai fost identificate 14 specii de plante, 1 specie de nevertebrate.